# Hannah Glasse
Hannah Glasse (apellido de soltera, Allgood; Londres, 1708-1 de septiembre de 1770) fue la autora del libro The Art of Cookery made Plain and Easy (abreviado como The Art of Cookery), publicado por primera vez en 1747. El libro ya tuvo varias ediciones en su primer año de tirada, durante el siglo XVIII tuvo cerca de veinte ediciones y continuó publicándose hasta 1843.

## Datos biográficos

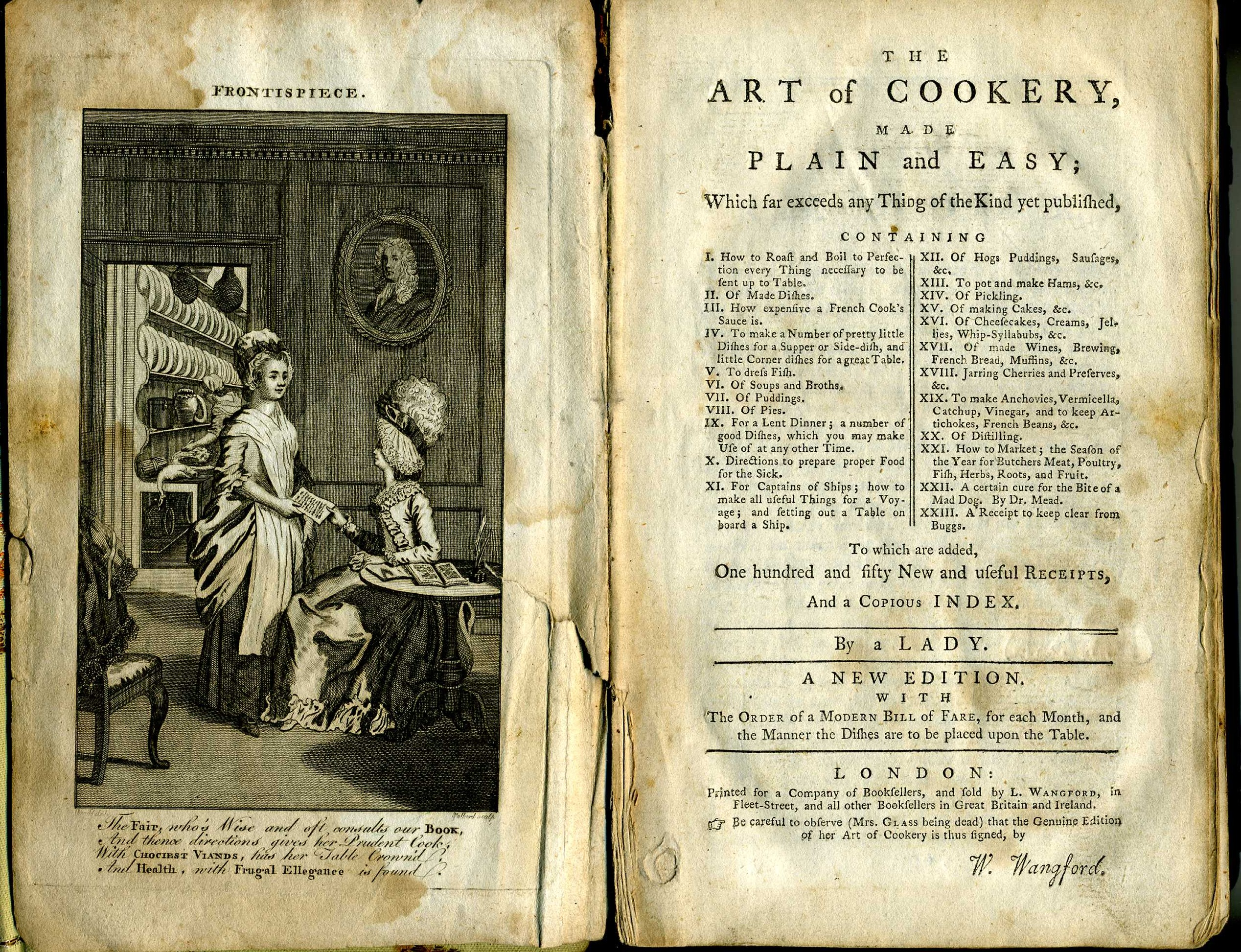
Página inicial de The Art of Cookery.

Glasse fue bautizada el 28 de marzo de 1708 en St Andrews, Holborn, Londres. Se dice que su madre fue Hannah Reynolds, una viuda. Su padre fue Isaac Allgood, un terrateniente de Brandon y Simonburn, ambos en Northumberland. Recientemente se había casado con Hannah Clark, hija de un vinatero de Londres. 
Durante su infancia, Glasse entabló amistad con la hermana menor de su padre, su tía Margaret Widdrington, con quien mantuvo correspondencia la mayor parte de su vida adulta. Las cartas que se conservaron son la principal fuente de información sobre la vida personal de Glasse. El 5 de agosto de 1724 en Leyton, Glasse se casó con un soldado irlandés, John Glasse. Las cartas de Glasse revelan que desde 1728 a 1732 la pareja ocupó cargos en la casa del cuarto conde de Donegall en Broomfield, Essex . A partir de entonces, parece que vivieron en Londres.
La identidad de Hannah Glasse como autora de uno de los libros de cocina británicos más populares del siglo XVIII fue confirmada en 1938 por la historiadora Madeline Hope Dodds. The Art of Cookery made Plain and Easy fue publicado por suscripción en 1747, y también se vendió en la 'Mrs. Ashburn's China Shop 'según la primera página del título. Una segunda edición apareció antes de que terminara el año. El libro no revelaba su autoría, usando la vaga alusión "By a Lady". Esto permitió la afirmación errónea de que fue escrito por John Hill, por ejemplo en el Boswell's Life of Johnson. Johnson no estaba convencido. En 1747, el mismo año en que apareció el libro, murió John Glasse y ella se estableció como una "costurera" o modista en Tavistock Street, Covent Garden, en asociación con su hija mayor Margaret.
Los detalles de la vida de Hannah Glasse se conocen por la correspondencia que mantuvo con diversas personas a lo largo de su vida, cartas todas ellas conservadas por su padre. Sus trabajos recopilatorios durante la juventud hicieron posible que pudiera escribir el libro The Art of Cookery made Plain and Easy en 1747. A pesar de las ganancias que obtuvo por su venta, el 22 de junio de 1757 ingresa en la prisión Marshalsea debido a deudas contraídas. Tras escribir varias correcciones de su obra, Hannah muere a la edad de 62 años.